# Cartesius Lyceum

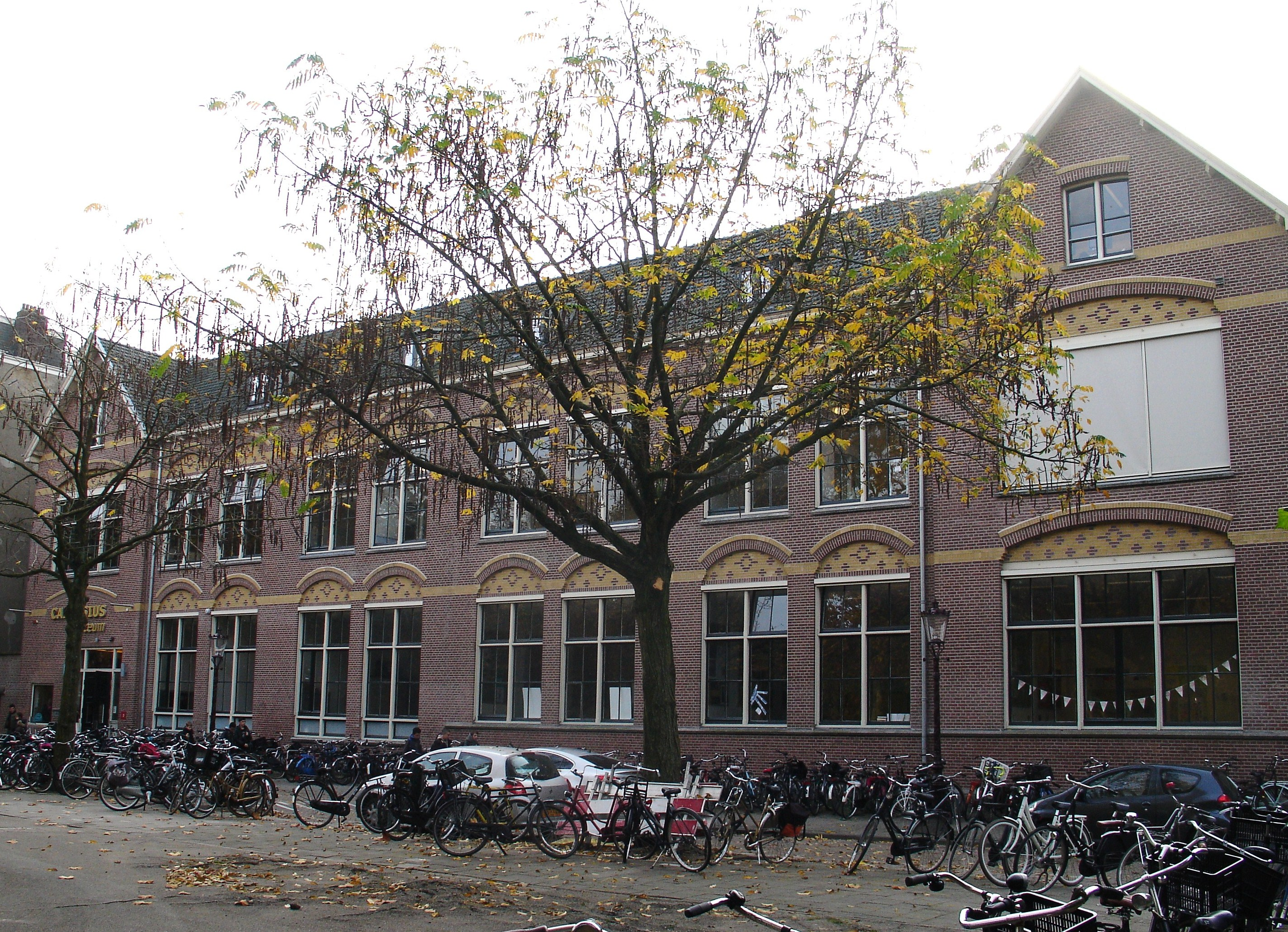
Schoolgebouw van het Cartesius Lyceum aan het Frederik Hendrikplantsoen

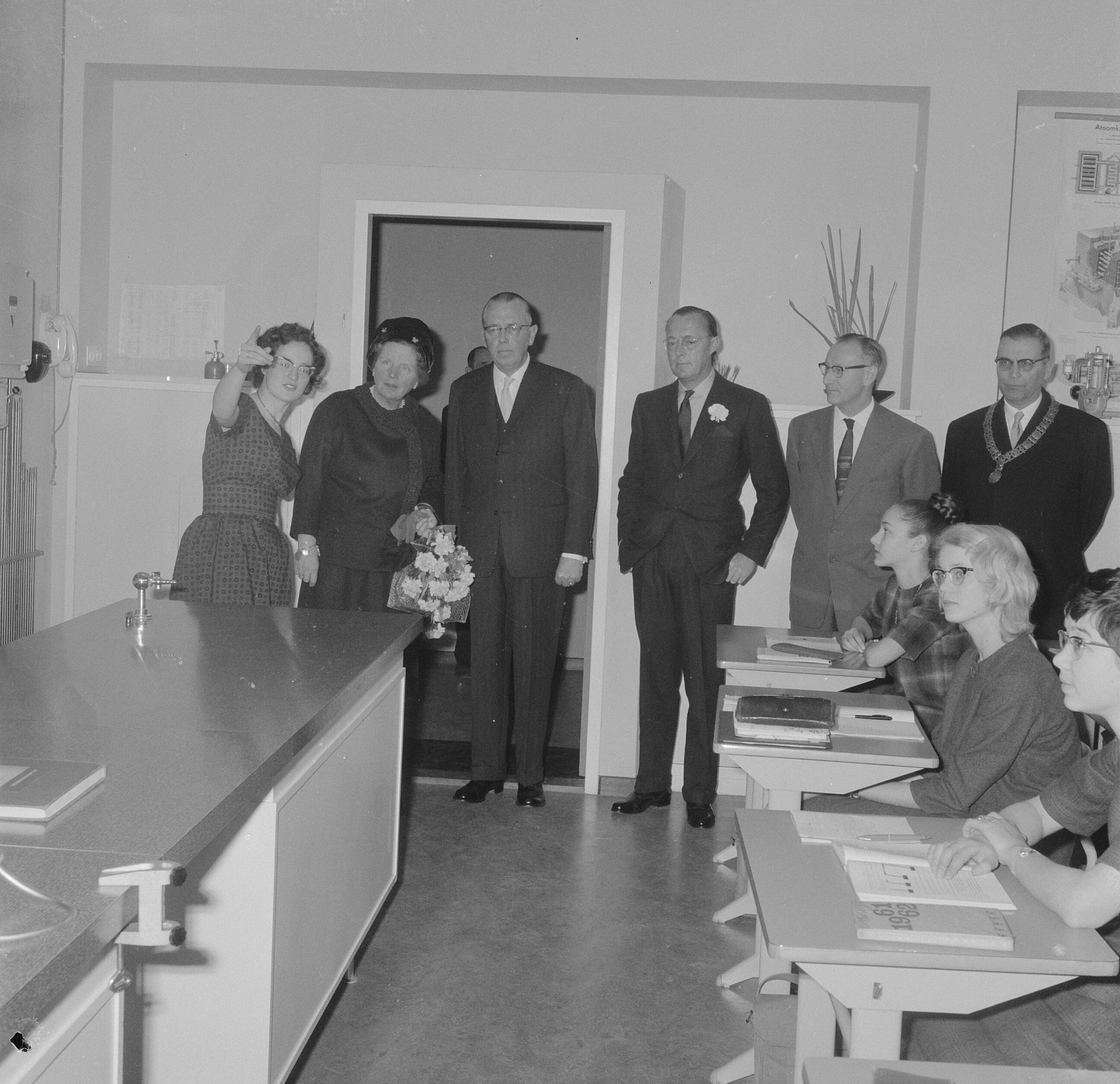
Koninklijk paar bezoekt Cartesiuslyceum in 1962

Het Cartesius Lyceum is een school voor havo- en vwo-onderwijs in Amsterdam. De school is vernoemd naar de Franse filosoof Cartesius (Descartes). Ook zijn lijfspreuk: Cogito ergo sum (ruim vertaald: Ik denk, dus ik ben (besta)), is door de school overgenomen. De school is onderdeel van de Esprit Scholengroep.

## Geschiedenis
Aanvankelijk was het Cartesius Lyceum gevestigd aan de Piet Mondriaanstraat in de wijk Overtoomse Veld. Het ontwerp van dit schoolgebouw was een ontwerp van de Dienst der Publieke Werken en verwant aan dat van het enkele jaren eerder gebouwde Spinoza Lyceum in Amsterdam-Zuid.
Het was een school voor HBS en gymnasium. De eerste rector was G.W. Bolkestein. Van 1959 tot 1968 was dr. P.J. Reimer eerst conrector en later rector. 
Door de invoering van de Mammoetwet van de toenmalige minister van Onderwijs, Kunsten en Wetenschappen Jo Cals verdwenen de HBS en MMS. In 1968 gingen het Cartesius Lyceum en de naastgelegen Reina Prinsen Geerligs MMS, samen in de Scholengemeenschap Cartesius Lyceum Reina Prinsen Geerligs. In 1968 werden de afdelingen havo, atheneum en gymnasium opgericht.
In 1989 fuseerde die scholengemeenschap met de Plesman MAVO om het gezamenlijk het Mondriaan Lyceum te vormen. In 1995 ging dat deel uitmaken van de Esprit Scholengroep, een fusieconglomeraat met vier andere scholen.
Tot 2015 was er een vestiging van het Nova College in het schoolgebouw aan de Piet Mondriaanstraat 140. Sinds januari 2016 was er tijdelijk een broedplaats gevestigd, Lola Luid. 
Het gebouw heeft later weer een bestemming als school gekregen. Thans is hier de Esprit-school DENISE gevestigd (basis- en voortgezet onderwijs).

### Opnieuw Cartesius Lyceum
In de jaren 1990 werd het Mondriaan Lyceum weer opgesplitst en werd het nieuwe Cartesius Lyceum gevormd. Alleen de naam, Cartesius Lyceum, leeft nog voort in de huidige school. Deze school is echter niet meer in Nieuw-West, doch in de Frederik Hendrikbuurt gevestigd.
Vanaf het schooljaar 2011-2012 wordt les gegeven op één locatie aan het Frederik Hendrikplantsoen in Amsterdam-West, in een gerenoveerd schoolgebouw. De buitengevel is opgeknapt en het interieur is vernieuwd.
De school biedt nog altijd onderwijs aan op havo-, atheneum- en gymnasiumniveau.

## Oud-rector
- G.W. Bolkestein, eerste rector
- Piet Reimer
- Rob de Breij
- Annette Sloan
- Sandra Niemeijer
- Greet Swart
- Liesbeth van Welie

## Bekende oud-leerlingen
- Samir Azzouz
- Frans Bromet
- Joke Geldhof
- Simone Kleinsma
- Ron Kroon
- Hans Liberg
- Tom Mulder
- Hans Ree
- Gerdi Verbeet
- Mohammed Bouyeri
- Clairy Polak